# Estación Berlín (Metroplús)
La Estación Berlín es la decimonovena estación de Metroplús de la línea L1 y L2 desde el occidente de Medellín hacia el barrio Aranjuez.
- Datos: Q18416748